# 紐約洋基 (美式足球)
紐約洋基（英語：New York Yankees），是存在於1946年至1949年全美国美式橄榄球联盟的一支美式足球隊。1950年起，和克里夫蘭布朗及舊金山49人加入國家美式足球聯盟（NFL），但在1951年球季結束後解散。